# Rohan Dennis
Rohan Dennis (Adelaida, Nova Gal·les del Sud, 28 de maig de 1990) és un ciclista australià, professional des del 2009 i fins al 2023. El seu darrer equip fou el Team Jumbo-Visma.
Combina el ciclisme en pista amb la carretera. En pista destaquen, una medalla als Jocs Olímpics de Londres i tres Campionats del Món, un d'ells en categoria junior, així com diferents campionats nacionals.
En ruta destaquen triomfs com la Volta a Turíngia del 2012 o el Tour d'Alberta del 2013, a més de 3 campionats nacionals australians en contrarellotge i dues victòries als mundials en contrarellotge. També va guanyar la medalla de bronze en contrarellotge als Jocs Olímpics de Tòquio.
El 8 de febrer de 2015 va batre el rècord de l'hora amb una distància de 52,491 km.

## Vida privada
El 2017 es va prometre amb la també ciclista Melissa Hoskins i es van casar al 2018 quan tenien dos fills.
El 31 de desembre de 2023 fou detingut per la policia en qualitat de sospitós d'haver provocat la mort de la seva dona en un atropellament.

## Palmarès en pista
- 2008
  -  Campió del món júnior en Persecució per equips, amb Luke Davison, Luke Durbridge i Thomas Palmer
  - Campió d'Oceania en persecució per equips, amb Jack Bobridge, Zakkari Dempster i Mark Jamieson
- 2010
  -  Campió del món de persecució per equips, amb Jack Bobridge, Cameron Meyer i Michael Hepburn
  -  Campió d'Austràlia de persecució per equips, amb Jack Bobridge, Dale Parker i James Glasspool
- 2011
  -  Campió del món de persecució per equips, amb Jack Bobridge, Luke Durbridge i Michael Hepburn
  -  Campió d'Austràlia de persecució per equips, amb Alexander Edmondson, Damien Howson i Glenn O'Shea
- 2012
  -  Medalla de plata als Jocs Olímpics del 2012 en persecució per equips, amb Jack Bobridge, Glenn O'Shea i Michael Hepburn

### Resultats a laCopa del Món
- 2008-2009
  - 1r a Melbourne i Pequín, en Persecució per equips
- 2009-2010
  - 1r a Melbourne, en Persecució per equips
- 2010-2011
  - 1r a la Classificació general i a la prova de Manchester, en Persecució
- 2011-2012
  - 1r a Londres, en Persecució per equips

## Palmarès en carretera
- 2010
  -  Campió d'Austràlia en contrarellotge sub-23
- 2012
  -  Campió d'Austràlia en ruta sub-23
  -  Campió d'Austràlia en contrarellotge sub-23
  - 1r a la Volta a Turíngia i vencedor d'una etapa
  - Vencedor d'una etapa a l'Olympia's Tour
  - 1r al Memorial Davide Fardelli
  - 1r a la Chrono champenois
- 2013
  - 1r al Tour d'Alberta i vencedor d'una etapa
- 2014
  -  Campió del món en contrarellotge per equips
  - Vencedor d'una etapa a la Volta a Califòrnia
- 2015
  -  Campió del món en contrarellotge per equips
  - 1r a l'USA Pro Cycling Challenge i vencedor de 2 etapes
  - Vencedor de la 1a etapa al Tour de França
- 2016
  -  Campió d'Austràlia en contrarellotge
  - Vencedor d'una etapa a la Volta a Califòrnia
  - Vencedor d'una etapa a la Volta a la Gran Bretanya
  - Vencedor d'una etapa a l'Eneco Tour
- 2017
  -  Campió d'Austràlia en contrarellotge
  - 1r al Tour La Provence
  - Vencedor d'una etapa a la Tirrena-Adriàtica
  - Vencedor d'una etapa al Tour dels Alps
  - Vencedor de 2 etapes a la Volta a Suïssa
- 2018
  -  Campió del món de contrarellotge
  -  Campió d'Austràlia en contrarellotge
  - Vencedor d'una etapa al Giro d'Itàlia
  - Vencedor d'una etapa a l'Abu Dhabi Tour
  - Vencedor d'una etapa a la Tirrena-Adriàtica
  - Vencedor de 2 etapes a la Volta a Espanya
- 2019
  -  Campió del món de contrarellotge
  - Vencedor d'una etapa a la Volta a Suïssa
- 2021
  -  Medalla de bronze en[3] contrarellotge, Jocs Olímpics
  - Vencedor d'una etapa a la Volta a Catalunya
  - Vencedor d'una etapa al Tour de Romandia
- 2022
  -  Campió d'Austràlia en contrarellotge
- 2023
  - Vencedor d'una etapa al Tour Down Under

### Resultats al Tour de França
- 2013. No surt (9a etapa)
- 2015. 101è de la classificació general. Vencedor de la 1a etapa. Porta el mallot groc durant 1 etapa
- 2016. No surt (17a etapa)
- 2019. Abandona (12a etapa)

### Resultats a la Volta a Espanya
- 2014. 84è de la classificació general
- 2017. No surt (16a etapa)
- 2018. Vencedor d'una etapa
- 2018. No surt (17a etapa). Vencedor de 2 etapes
- 2022. 52è de la classificació general

### Resultats al Giro d'Itàlia
- 2017. Abandona (4a etapa)
- 2018. 16è de la classificació general. Vencedor d'una etapa
- 2020. 35è de la classificació general
- 2023. 41è de la classificació general